# رايطاليا
رإيطاليا (بالإنجليزية: Raitalia)‏ هي خدمة تلفزيونية دولية تابعة لـ Rai Internazionale، وهي شركة تابعة لـ RAI، الإذاعة الوطنية العامة في إيطاليا. تدير Rai Italia شبكة تلفزيونية تبث حول العالم عبر 3 موجزات محلية. تتميز البرمجة بمزيج من الأخبار والبرامج القائمة على المناقشة والدراما والأفلام الوثائقية بالإضافة إلى التغطية الرياضية بما في ذلك 4 مباريات مباشرة في الأسبوع من دوري كرة القدم الإيطالي الممتاز، Serie A. من عام 1996 إلى عام 2013، يشغل Glauco Benigni منصب رئيس المكتب الصحفي الدولي ورئيس لتعزيز وتطوير RAI International في جميع أنحاء العالم.

## وصلات خارجية
- الموقع الرسمي